# Rosanna Azzola
Rosanna Azzola, talvolta indicata come Rosa Anna Azzola (Albano Sant'Alessandro, 25 novembre 1950), è un'ex calciatrice italiana, di ruolo centrocampista.

## Carriera

### Club
Inizia l'attività calcistica con l'Autoroma Bergamo, con cui vince il campionato di Serie B 1970 e disputa la stagione successiva nella massima serie giocando come mezzala sinistra.
Nel 1972 passa al Piacenza, appena laureatosi campione d'Italia. Seguirà le varie vicissitudini della squadra piacentina fino al 1981, che la vedono retrocedere nel campionato cadetto ottenendo una nuova promozione in Serie A al termine del campionato 1980.
Nel campionato di Serie B 1982 milita nello Spifa di Galliera, che ottiene la promozione in Serie A e si sposta a sua volta a Piacenza, con la denominazione di Peugeot Talbot Piacenza e quindi Airtronic Piacenza. La Azzola, che si era stabilita definitivamente nella città emiliana nel 1980, resta in forza alla squadra per tre stagioni nella massima serie prima di chiudere la carriera a 36 anni nel 1986 con il Piacenza Nuova, nell'allora Serie C regionale. In carriera ha giocato complessivamente 306 partite tra campionato e coppe.

### Nazionale
Ha disputato 6 partite con la nazionale di calcio femminile dell'Italia, concentrate nel periodo tra il 1972 e il 1974. Esordisce in azzurro il 9 settembre 1972 a Trapani, nella partita vinta per 1-0 sulle avversarie della Jugoslavia.

## Palmarès

### Club
- Campionato italiano di Serie B: 2

Autoroma Bergamo: 1970
Piacenza: 1980